# Santa Rosa de Lima (El Salvador)
Santa Rosa de Lima é um município localizado no departamento de La Unión, em El Salvador.